# Lodi (metrostation)

Lodi is een metrostation in het stadsdeel municipio V van de Italiaanse hoofdstad Rome. Het station werd geopend op 29 juni 2015 en wordt bediend door lijn C van de metro van Rome.

## Ligging en inrichting
Het station ligt ongeveer 250 meter ten westen van het naamgevende Piazza di Lodi onder de Via La Spezia. De bouw begon op 23 april 2007 en in januari 2015 werd het station opgeleverd. Vanaf de opening op 29 juni 2015 tot de verlenging van de lijn op 12 mei 2018 fungeerde het station als westelijk eindpunt. De toegangen, zowel liften als trappen, zijn te vinden aan weerszijden van de Via La Spezia tussen het Piazza Camerino en de Via Orvieto. De ondergrondse verdeelhal vlak onder straatniveau is bescheiden uitgevoerd. De perrons liggen een niveau lager en zijn, in verband met het onbemande materieel, voorzien van perrondeuren. Aanvankelijk zouden de tunnels aan de westkant bij San Giovanni boven de tunnels van lijn A komen te liggen. In verband met archeologische vondsten aldaar in de tweede helft van 2007 werd echter besloten om onder lijn A door te boren. Hierom ligt ten westen van de perrons een helling naar de op 30 meter diepte gelegen perrons van San Giovanni in plaats van een vrijwel horizontale tunnel.